# Polgár Béla (földbirtokos)
Polgár Béla (Törökszentmiklós, Szolnok vármegye, 1899. október 14. – Budapest, 1963. május 15.) magyar földbirtokos, országgyűlési képviselő.

## Élete
1899-ben született Törökszentmiklóson, Polgár Béla református földbirtokos és a római katolikus Meszéna Stefánia fiaként. Középiskolai tanulmányait a budapesti Ferenc József nevelőintézetben folytatta, majd a debreceni gazdasági akadémián szerzett oklevelet. Az első világháborúban a debreceni honvéd huszárezredben szolgált, de fiatal kora miatt már nem vezényelték harctéri szolgálatra. Leszerelése után családja birtokán kezdett gazdálkodni, később bekapcsolódott Szolnok vármegye politikai és társadalmi közéletébe; tagja lett a megye törvényhatósági bizottságának is. Az országos politikai életbe az 1939-es választások előtt kapcsolódott be, s a választásokon parlamenti mandátumot szerzett a Magyar Élet Pártja Szolnok megyei listájáról.
Elhunyt 1963. május 15-én, az Óbudai temetőben helyezték nyugalomra 1963. május 21-én.
Felesége Mikó Katalin volt, akivel 1927-ben kötött házasságot Liptószentmiklóson.